# Tatort: Reifezeugnis
Reifezeugnis ist ein deutscher Fernsehfilm der Krimireihe Tatort aus dem Jahr 1977. Der 73. Film der Reihe und der sechste Fall für Kommissar Finke „zählt zu den legendärsten und meistwiederholten Folgen der Krimireihe“ und machte Nastassja Kinski einem breiten Publikum bekannt.

## Handlung
Die hübsche Sina Wolf, siebzehnjährige Gymnasiastin aus reichem Hause, wird von ihrem Mitschüler Michael Harms verehrt. Nach einiger Zeit enger Freundschaft zeigt sie ihm plötzlich die kalte Schulter. Als Michael ihr daraufhin heimlich mit dem Fahrrad an den Schwarzen See folgt, wird er unbemerkt Zeuge von erotischen Handlungen zwischen ihr und Helmut Fichte, ihrem Lehrer an der Eutiner Johann-Heinrich-Voß-Schule. Hasserfüllt erpresst er Sina und verlangt von ihr Sex mit der Drohung, anderenfalls das strafbare Verhältnis öffentlich zu machen. Um sich und ihren Lehrer zu schützen, sieht Sina keinen anderen Ausweg, als Michaels Forderung nachzugeben. Beide treffen sich nach der Schule gemeinsam in einem Wald, wo Michael über Sina herfällt. Im Affekt greift Sina einen Stein und erschlägt ihn. Danach fügt sie sich Spuren einer versuchten Vergewaltigung zu und erzählt Kommissar Finke, dass Michael Harms ihr zu Hilfe kam und beim Zweikampf mit dem Täter erschlagen worden sei. Diesen beschreibt Sina ähnlich dem Phantombild eines Vergewaltigers, das sie zuvor in der Zeitung gesehen hat.
Vor seinem Tod hat Michael allerdings gegenüber der versetzungsgefährdeten Mitschülerin Inge das Treffen von Fichte und Sina am See erwähnt. Sie erpresst Fichte, der ihr die Lösung der nächsten Englischarbeit auf einem Zettel notiert. Danach erhält sie für ihr Stillschweigen auch noch die Lösung der nächsten Mathematikarbeit, die Fichte bei seiner Frau Gisela, Inges Mathematiklehrerin, abschreibt. Allerdings riecht Gisela den Braten, weil Inge und ihre Sitznachbarin denselben, nur in Giselas eigener Musterlösung vorhandenen Flüchtigkeitsfehler gemacht haben. Damit konfrontiert, gibt ihr Mann die Tat zu, sagt aber, er habe den Mädchen nur helfen wollen, versetzt zu werden, weil sie ihm leidgetan hätten. Da sie aber schon vorher in Heften von Michael Harms Hinweise auf eine Beziehung von Sina zu Fichte gefunden hat, drängt sie ihn, diese zu beenden, was er ihr auch umgehend verspricht. 
Auch gegenüber Kommissar Finke räumt er das Lehrer-Schülerin-Verhältnis ein, was Finke jedoch nicht interessiert. Stattdessen verdächtigt er Fichte, Michael getötet zu haben. Auch Sina wird verdächtigt, Fichte durch eine falsche Aussage zu decken, was sie abstreitet. Doch der Kommissar glaubt ihr nicht, da sie die Leiche des gesuchten und bei seiner Festnahme durch einen Verkehrsunfall ums Leben gekommenen Vergewaltigers als Mörder von Michael identifizierte, obwohl sich der Mann zuletzt nur im Ausland aufgehalten hatte. Von seiner Frau nochmals dazu aufgefordert, die bereits beider Wechsel an eine auswärtige Knabenschule arrangiert hat, beendet Fichte telefonisch die Beziehung zu Sina. Nach Verfassen eines Abschiedsbriefes mit ihrem Geständnis zu Michaels Tod flieht diese verzweifelt an den See, der oft Ort der heimlichen Treffen war. Sie versucht vergeblich, sich mit der nicht entsicherten Pistole ihres Vaters zu erschießen. Sich zu ertränken scheitert ebenfalls, weil sie immer wieder zurück geschwommen ist, wie sie den eintreffenden Fichtes und Kriminalbeamten erzählt. Finke meint, das sei auch gut so gewesen.

## Hintergrund
Der Film wurde vom 23. August bis zum 24. September 1976 gedreht. Die Drehorte befinden sich in der Holsteinischen Schweiz. Hauptdrehort war dabei die Kreisstadt Eutin.
- Als Drehort für das Gymnasium diente die Eutiner Johann-Heinrich-Voß-Schule.
- Die Szene, in der Michael Harms mit seinem Fahrrad durch den Ort fährt, wurde auf der Riemannstraße in Eutin gedreht. In der Holstenstraße nahe dem Eutiner Seepark trifft er auf Inge und erzählt ihr von der Affäre zwischen Sina und Fichte.
- Das Wohnhaus des Ehepaars Fichte liegt in der Lindenstraße in Eutin.
- Der elegante Bungalow von Sinas Eltern, 1965 vom Hamburger Architekten Herbert Hagge erbaut, lag an der Stadtbeker Straße in Bosau, direkt am Großen Plöner See. Das Gebäude wurde im Sommer 2018 abgerissen.
- Die Szene, in der sich Kommissar Finke mit seinem Assistenten in einem Fischrestaurant berät, entstand am Fährhaus Bosau.
- Am Bischofssee, im Norden von Bosau, entstand die Szene, in der Kommissar Finke den Wagen von Fichte verfolgt und sich dann mit Fichte unterhält.
- Der Kolksee bei Kasseedorf diente als Drehort für den Schwarzen See.
- Die Szene, in der das Ehepaar Fichte zusammen Essen geht, wurde im heute nicht mehr existenten Restaurant „Majenfelder Mühle“ gedreht.[5]
- Inges Telefonat wurde aus einer heute nicht mehr existenten Telefonzelle in der Bahnhofstraße Ecke Albert-Mahlstedt-Straße geführt.

Nastassja Kinski war zur Zeit der Dreharbeiten 15 Jahre alt und hatte bereits einige kleinere Rollen in Filmen gespielt. Die Rolle der Sina Wolf, zur besten Sendezeit in der ARD ausgestrahlt, machte sie einem breiten Publikum bekannt. Auch für den Regisseur Wolfgang Petersen war es der Beginn einer Karriere, die ihn bis nach Hollywood führte.
Reifezeugnis gilt als einer der Klassiker der Reihe Tatort und wird häufig innerhalb der ARD wiederholt. Die Folge erschien am 7. Januar 2010 auf DVD.
Am 20. Februar 2024 wurde bekannt, dass Nastassja Kinski die weitere Ausstrahlung der Nacktszenen im Film gerichtlich untersagen lassen will. Der zuständige Sender NDR teilte mit, dass eine Ausstrahlung des Films derzeit nicht geplant sei.

## Kritiken
„‚Reifezeugnis‘ zählt neben einigen Schimanskis zu den bekanntesten ‚Tatort‘-Folgen. Das Frühwerk von Wolfgang Petersen – später erfolgreicher Hollywood-Regisseur – war bei seiner Erstausstrahlung Tagesgespräch und wurde x-fach wiederholt. Das lag an dem sensationellen Debüt der jungen Nastassja Kinski, die sich für den Film auch mehrfach auszog und somit ein bisschen 70er-Jahre-‚Schulmädchenreport‘-Flair in deutsche Wohnzimmer brachte. Natürlich ist Petersens Film weit besser gemacht, doch es war ohne Zweifel nicht die eher betuliche Krimihandlung, die ihm den durchschlagenden Dauererfolg bescherte.“

„Auf das gängige Ratespiel zu verzichten ist in Kriminalfällen ein heikles Unterfangen, hier geht es gut. Wolfgang Petersens Film lebt nicht von einer sonderlich ausgeklügelten Geschichte, sondern von den bemerkenswerten Psychogrammen der beteiligten Figuren. […] Eine ‚Tatort‘-Folge von der besseren Sorte. Zwar flossen reichlich die Tränen, doch am Schluß, wo der Film in den Kitsch hätte abgleiten können, hat sich der Drehbuchautor Herbert Lichtenfeld etwas einfallen lassen. Sina will sich aus Liebeskummer das Leben nehmen. Sie nimmt den Revolver ihres Vaters, doch der funktioniert nicht, sie geht ins Wasser, doch sie kann schwimmen, das Milieu taugt eben nicht für die Tragödie.“